# Liga Sanlorenzana de Fútbol
La Liga Sanlorenzana de Fútbol fundada el 29 de diciembre de 1951, es una de las 17 ligas regionales del Departamento Central, de Paraguay correspondiente a la Federación Deportiva de la XI Región Central, a su vez afiliado a la Unión del Fútbol del Interior. El campeonato de la Liga Sanlorenzana de Fútbol tiene como participantes a equipos del municipio de San Lorenzo y tiene a su cargo el desarrollo del Torneo interno de mayores y juveniles (tanto  masculino como femenino) de los clubes afiliados a la misma, así como la representación de la entidad, a través de la Selección Sanlorenzana de Fútbol.
El campeón actual es el Club 12 de octubre en masculino y el atlético   
corrales sub campeón

## Historia
La liga se viene jugando hace más de 60 años, desde 1952. En sus inicios los clubes fundadores fueron 15, pero con los años entre altas y bajas, fueron sumándose más clubes hasta llegar al número actual de 21 equipos, con esta cantidad de equipos fue necesario crear una divisional de ascenso, equivalente a una quinta división del fútbol paraguayo.
En la Primera División participaban entre diez y doce equipos, y en la División de Ascenso competían los restantes equipos. Este sistema de dos divisiones fue utilizado por varias décadas hasta el año 2015.
Para el año 2016 la Liga Sanlorenzana definió que ambas divisiones se fusionaran en un solo campeonato "Integrado" de Primera División, en forma experimental por tres temporadas. El primer campeón del torneo integrado fue el club 13 de Junio de Calle'i, que también se consagró por primera vez campeón de la Liga. El 13 de Junio de Calle'i como campeón sanlorenzano, jugó y ganó el título de la Copa de Campeones de la Federación Central.

## Formato de la competición

### Primera División
Se juega un solo torneo en formato de todos contra todos en partidos de ida y vuelta o en dos grupos de igual cantidad de clubes, al final de esta primera ronda clasifican a la semifinal los cuatro equipos con mejor puntaje o los dos mejores de cada grupo. La división está conformada por 12 clubes.
Los dos equipos con peor puntaje descienden a la división de ascenso. Esto fue así hasta el 2015, luego se suprimió la división de ascenso por unos años volviendo a jugarse de nuevo desde el 2019.
En el año 2016 se decidió hacer un campeonato integrado, por lo que los 21 clubes participaron de la máxima categoría y fueron divididos en 3 grupos de 7 equipos cada uno.
En el 2017 y 2018 continuó el torneo integrado de 21 clubes, divididos en tres grupos de siete integrantes cada uno.
A finales del 2018 los clubes decidieron volver a dividir en campeonato en dos divisiones (Primera y de Ascenso), así que se estableció disputar con este formato en el periodo de 2019 - 2022.

### División de Ascenso
En la división de ascenso generalmente se dividen los equipos en dos series (grupos) la cantidad de participantes ha variado con los años, en cada serie (grupo) se juega con el formato de todos contra todos en partidos de ida y vuelta, los 2 mejores de cada serie (grupo) juegan una semifinal y los dos ganadores juegan la final, pero los dos clasificados a la final ascienden a la Primera División de la Liga. La división está conformada por 9 clubes.
Esta división fue suprimida entre los años 2016 - 2018, para formar una sola división integrada. Pero se volvió a disputar desde la temporada 2019.

## Equipos participantes
Algunos de los equipos de la ciudad fueron fundados en años anteriores a la conformación de la liga, como el club Sportivo San Lorenzo fundado en 1930 y afiliado a la Asociación Paraguaya de Fútbol, el Club 13 de Junio de Reducto, fundado en 1925, actualmente la liga cuenta con 21 equipos afiliados, todos ellos asentados en la ciudad de San Lorenzo.

### Primera División 2023
| Club                      | Fundación                | Barrio/Zona        | Estadio             | Capacidad |
| ------------------------- | ------------------------ | ------------------ | ------------------- | --------- |
| 6 de Enero F.B.C.         | 22 de septiembre de 1922 | Laurelty           |                     |           |
| 12 de Octubre F.B.C.      | 17 de junio de 1962      | Calle'i            |                     |           |
| 13 de Junio               | 25 de mayo de 1956       | Calle'i            |                     |           |
| 15 de Agosto              | 17 de julio de 1928      | San Rafael         |                     |           |
| 20 de Julio               | 20 de julio de 1949      | Reducto            | Digno Benítez       |           |
| 29 de Septiembre          | 5 de septiembre de 1949  |                    |                     |           |
| Atlético Corrales         | 29 de enero de 1951      | Calle'i            |                     |           |
| Atlético Imperial         | 6 de mayo de 1972        | San Luis           |                     |           |
| Atlético Triunfo          | 19 de mayo de 1957       | María Auxiliadora  | Atlético Triunfo    | 300       |
| General Díaz              | 22 de septiembre de 1939 | San Isidro         |                     |           |
| Sport Club Barrio Guaraní | 4 de julio de 1954       | Villa Guaraní      | Juan Ciriaco Ibarra | 1500      |
| Sportivo Tayazuapé        | 12 de octubre de 1951    | Sportivo Tayazuapé |                     |           |

### División de ascenso 2023
| Club                 | Fundación                | Barrio/Zona  | Estadio              | Capacidad |
| -------------------- | ------------------------ | ------------ | -------------------- | --------- |
| 4 de Octubre         | 4 de octubre de 1958     | San Miguel   |                      |           |
| 8 de Diciembre       | 8 de diciembre de 1960   | Mira Flores  |                      |           |
| 12 de Junio F.B.C.   | 25 de abril de 1965      | Lucerito     |                      |           |
| 13 de Junio F.B.C.   | 10 de junio de 1925      | Reducto      | Saturnino Alvarenga  | 1000      |
| 19 de Marzo          | 19 de marzo de 1932      | Villa Amelia |                      |           |
| Atlético San Pedro   | 23 de noviembre de 2008  | Calle'i      |                      |           |
| Cerro Porteño        | 27 de septiembre de 1927 | Kokueré      |                      |           |
| Deportivo Capellanía | 3 de noviembre de 1986   | Capellanía   | Deportivo Capellanía | 100       |
| Libertad             | 20 de julio de 1958      | Barcequillo  |                      |           |

## Campeones de la División de Honor
| Año           | Campeón                            | Subcampeón                   |
| ------------- | ---------------------------------- | ---------------------------- |
| 1952          | Sargento Cándido Silva             |                              |
| 1953          | 16 de Agosto                       |                              |
| 1954          | Sargento Candido Silva             |                              |
| 1955          | 16 de Agosto                       |                              |
| 1956          | Sport Club Barrio Guaraní          |                              |
| 1957          | Deportivo Capi´ipery               |                              |
| 1958          | 13 de Junio F.B.C. (Reducto)       |                              |
| 1959          | 13 de Junio F.B.C. (Reducto)       |                              |
| 1960          | 13 de Junio F.B.C. (Reducto)       |                              |
| 1961          | 13 de Junio F.B.C. (Reducto)       |                              |
| 1962          | 13 de Junio F.B.C. (Reducto)       |                              |
| 1963          | 13 de Junio F.B.C. (Reducto)       |                              |
| 1964          | Sport Club Barrio Guaraní          |                              |
| 1965          | Atlético Triunfo                   |                              |
| 1966          | 29 de Setiembre                    |                              |
| 1967          | Sport Club Barrio Guaraní          |                              |
| 1968          | 13 de Junio F.B.C. (Reducto)       |                              |
| 1969          | 8 de Diciembre                     |                              |
| 1970          | 8 de Diciembre                     |                              |
| 1971          | Atlético Triunfo                   |                              |
| 1972          | Sport Club Barrio Guaraní          |                              |
| 1973          | Sport Club Barrio Guaraní          |                              |
| 1974          | Atlético Triunfo                   |                              |
| 1975          | 13 de Junio F.B.C. (Reducto)       |                              |
| 1976          | Atlético Triunfo                   |                              |
| 1977          | 13 de Junio F.B.C. (Reducto)       |                              |
| 1978          | Atlético Triunfo                   |                              |
| 1979          | Atlético Corrales                  |                              |
| 1980          | Sport Club Barrio Guaraní          |                              |
| 1981          | 20 de Julio                        |                              |
| 1982          | Atlético Triunfo                   |                              |
| 1983          | 13 de Junio F.B.C. (Reducto)       |                              |
| 1984          | 20 de Julio                        |                              |
| 1985          | Libertad                           |                              |
| 1986          | 20 de Julio                        |                              |
| 1987          | Libertad                           |                              |
| 1988          | Libertad                           |                              |
| 1989          | Libertad                           |                              |
| 1990          | General Díaz                       |                              |
| 1991          | 13 de Junio F.B.C. (Reducto)       |                              |
| 1992          | General Díaz                       |                              |
| 1993          | 13 de Junio F.B.C. (Reducto)       |                              |
| 1994          | General Díaz                       |                              |
| 1995          | Sport Club Barrio Guaraní          |                              |
| 1996          | Sport Club Barrio Guaraní          |                              |
| 1997          | Sport Club Barrio Guaraní          |                              |
| 1998          | Sport Club Barrio Guaraní          |                              |
| 1999          | Atlético Triunfo                   |                              |
| 2000          | Atlético Triunfo                   | 20 de Julio                  |
| 2001          | Sport Club Barrio Guaraní          |                              |
| 2002          | Sportivo Tayazuapé                 | Sport Club Barrio Guaraní    |
| 2003          | 13 de Junio F.B.C. (Reducto)       | Cerro Porteño (Kokueré)      |
| 2004          | Sport Club Barrio Guaraní          |                              |
| 2005          | Club Sportivo Tayazuapé            |                              |
| 2006 Apertura | 12 de Octubre (Calle'i)            |                              |
| 2006 Clausura | Sportivo Tayazuapé                 | 12 de Octubre (Calle'i)      |
| 2007          | Atlético Corrales                  | 20 de Julio                  |
| 2008          | Atlético Corrales                  |                              |
| 2009          | 12 de Octubre (Calle'i)            |                              |
| 2010          | Atlético Triunfo                   |                              |
| 2011          | 12 de Octubre (Calle'i)            | 20 de Julio                  |
| 2012          | Atlético Corrales                  | 13 de Junio F.B.C. (Reducto) |
| 2013          | Atlético Corrales                  | 12 de Octubre (Calle'i)      |
| 2014          | 6 de Enero                         | Atlético Corrales            |
| 2015          | 12 de Octubre (Calle'i)            | Sport Club Barrio Guaraní    |
| 2016          | 13 de Junio (Calle'i)              | Sport Club Barrio Guaraní    |
| 2017          | Sport Club Barrio Guaraní          | 12 de Octubre (Calle'i)      |
| 2018          | 12 de Octubre (Calle'i)            | Libertad                     |
| 2019          | Sport Club Barrio Guaraní          | 20 de Julio                  |
| 2020          | Cancelado por pandemia de COVID-19 |                              |
| 2021          |                                    |                              |
| 2022          | 20 de Julio                        | 6 de Enero                   |
| 2023          | 12 de Octubre (Calle'i)            | Atlético Corrales            |

### Títulos por equipo
| Club                         | Títulos | Años                                                                                |
| ---------------------------- | ------- | ----------------------------------------------------------------------------------- |
| Sport Club Barrio Guaraní    | 14      | 1956, 1964, 1967, 1972, 1973, 1980, 1995, 1996, 1997, 1998, 2001, 2004, 2017, 2019. |
| 13 de Junio F.B.C. (Reducto) | 13      | 1958, 1959, 1960, 1961, 1962, 1963, 1968, 1975, 1977, 1983, 1991, 1993, 2003.       |
| Club Atlético Triunfo        | 9       | 1965, 1971, 1974, 1976, 1978, 1982, 1999, 2000, 2010.                               |
| 12 de Octubre FBC            | 6       | 2006(Apertura), 2009, 2011, 2015, 2018, 2023.                                       |
| Club Atlético Corrales       | 5       | 1979, 2007, 2008, 2012, 2013.                                                       |
| Club Libertad (Barcequillo)  | 4       | 1985, 1987, 1988, 1989.                                                             |
| Club 20 de Julio             | 4       | 1981, 1984, 1986, 2022.                                                             |
| Club General Díaz            | 3       | 1990, 1992, 1994.                                                                   |
| Club Sportivo Tayazuape      | 3       | 2002, 2005, 2006(Clausura).                                                         |
| Club 16 de Agosto            | 2       | 1953, 1955.                                                                         |
| 8 de Diciembre               | 2       | 1969, 1970.                                                                         |
| Club Sargento Candido Silva  | 2       | 1952, 1954.                                                                         |
| Club 13 de Junio (Calle´i)   | 1       | 2016.                                                                               |
| Club 29 de Setiembre         | 1       | 1966.                                                                               |
| 6 de Enero FBC               | 1       | 2014.                                                                               |
| Club Deportivo Capi´ipery    | 1       | 1957.                                                                               |

## SuperCopa
Desde la temporada 2020 se empezó a disputar una nueva copa, la SuperCopa que la disputan al principio de la temporada el último campeón tanto de la División de Honor y la División de Ascenso. Pero debido a la pandemia de COVID-19 la SuperCopa 2020 pudo disputarse recién en el 2021.  
| Año  | Campeón                   | Subcampeón         |
| ---- | ------------------------- | ------------------ |
| 2020 | Sport Club Barrio Guaraní | 13 de Junio F.B.C. |
| 2023 | Club 20 de Julio          | General Díaz       |

## Fútbol femenino
En el 2017 la Liga organizó su primer campeonato oficial de fútbol femenino, en ese primer campeonato participaron 14 clubes, siendo los primeros finalistas los clubes San Pedro y 13 de junio (Reducto).
Los clubes que participaron del campeonato de 2017 fueron:
- 6 de Enero
- 12 de Junio
- 12 de Octubre
- 13 de Junio (Reducto)
- 13 de Junio (Calle'i)
- 19 de Marzo
- 20 de Julio
- Atlético Corrales
- Atlético Imperial
- Atlético San Pedro
- Atlético Triunfo
- General Díaz
- Libertad (Barcequillo)
- Sportivo Tayuazapé

Para la temporada 2023 son 7 los clubes que compiten en el campeonato: 12 de Octubre, Atlético Corrales, 13 de Junio (Calle'i), 6 de Enero, Barrio Guaraní, 12 de Junio y General Díaz.

### Campeones
| Año  | Clubes                             | Campeón               | Subcampeón        |
| ---- | ---------------------------------- | --------------------- | ----------------- |
| 2017 | 14                                 | 13 de Junio (Reducto) | San Pedro         |
| 2018 | 12                                 | 12 de Octubre         | Atlético Corrales |
| 2019 | 10                                 | 12 de Octubre         | Atlético Corrales |
| 2020 | Cancelado por pandemia de COVID-19 |                       |                   |
| 2021 |                                    |                       |                   |
| 2022 | 9                                  | 12 de Octubre         | Atlético Corrales |
| 2023 | 7                                  | 6 de Enero F.B.C.     | 12 de Octubre     |

## Selección sanlorenzana
La Selección Sanlorenzana es el equipo que representa a la Liga en el Campeonato Nacional de Interligas. Fue finalista en la segunda edición de dicho campeonato en 1923 cuando cayó en la final ante la selección de Paraguarí. Desde entonces no pudo llegar a instancias finales.
En lo que a las selecciones menores se refiere, la Selección Sanlorenzana se consagró campeón departamental del Campeonato Nacional de Interligas Sub-19 en el año 2016, al derrotar en la final a la selección de Limpio.

## Otros clubes de San Lorenzo
- Club Sportivo San Lorenzo afiliado a la APF.